# Гедихрум зелёный
Гедихрум зелёный (лат. Hedychrum virens) — вид ос-блестянок из семейства Chrysididae.

## Распространение
Палеарктика. Южная Европа (Нижнее Поволжье, Причерноморье, Крым, Иберийский полуостров, Балканский полуостров), западная часть Средней Азии, Малая Азия, Ближний Восток.

## Описание
Длина тела от 8 до 12 мм. Тело металлически блестящее: зеленовато-синие голова и грудь, брюшко медно-красное. Коготки лапок расщеплённые на вершине. Жало развито.
Встречается в лесах, редколесьях, кустарниковых зарослях. Гнездовые паразиты песочных ос Cerceris tuberculata. Имаго активны в июне и июле, ночуют на цветах.

## Охрана
Вид включён в Красную книгу Крыма. Охраняется в национальном природном парке «Тарханкутский» и в Карадагском природном заповеднике. Причиной изменения численности является уничтожение участков мест обитания вида (распашка степей, рекреация).